# 다카라즈카 가극단 22기생
다카라즈카 가극단 22기생은 1932년에 다카라즈카 가극단에 입단하여,  1933년,  하나구미 공연 『세계일주』로 초무대를 밟은 39명을 가리킨다. 당시에는 다카라즈카 소녀 가극단이었다.

## 개요
이 기수에는 배우 하루에 후카미, 사쿠라마치 키미코와 전 하나구미・츠키구미・유키구미・호시구미 조장이었던 미요시 사쿠코가 입단하였다.
1979년, 미요시 사쿠코의 퇴단으로  22기 전원 퇴단하였다.

## 일람
입단 당시의 성적순으로 정리되어있다.
| 예명              | 생일      | 출신지                                      | 출신 학교                      | 예명의 유래                                                                                              | 애칭                             | 역할 | 퇴단년도 | 비고                                                                            |
| ----------------- | --------- | ------------------------------------------- | ------------------------------ | --- | -------------------------------- | ---- | -------- | ------------------------------------------------------------------------------- |
| 櫻町公子          | 10월 10일 | 도쿄부 도쿄시 시바구 (현・도쿄도 미나토구） | 토요에이와여학원               | 아버지의 지인인 시인・키타하라 하쿠슈가 명명                                                             | 친나이, 치후짱                   | 여역 | 1944년   | 배우                                                                            |
| 사쿠라마치 키미코 | 10월 10일 | 도쿄부 도쿄시 시바구 (현・도쿄도 미나토구） | 토요에이와여학원               | 아버지의 지인인 시인・키타하라 하쿠슈가 명명                                                             | 친나이, 치후짱                   | 여역 | 1944년   | 배우                                                                            |
| 照國佐智子        | 12월 24일 | 오사카부                                    | 테즈카야마가쿠인 여학부        | | 챳짱, 코지마상, 텐죠(天井)       |      | 1949년   | 개명 후・테루쿠니 사치코 (照國早智子)                                           |
| 테루쿠니 사치코   | 12월 24일 | 오사카부                                    | 테즈카야마가쿠인 여학부        | | 챳짱, 코지마상, 텐죠(天井)       |      | 1949년   | 개명 후・테루쿠니 사치코 (照國早智子)                                           |
| 昇道子            | 4월 15일  | 오사카부 오사카시                           | 고베죠가쿠인                   | 메이지 천황의 어제(御製) 「하늘에 우뚝 솟은 높은 봉우리에도 오르면 오를 길이 있을지어다.」               | 밋짱                             | 남역 | 1940년   | 동생 타카네 토키코 (23)                                                         |
| 노보루 미치코     | 4월 15일  | 오사카부 오사카시                           | 고베죠가쿠인                   | 메이지 천황의 어제(御製) 「하늘에 우뚝 솟은 높은 봉우리에도 오르면 오를 길이 있을지어다.」               | 밋짱                             | 남역 | 1940년   | 동생 타카네 토키코 (23)                                                         |
| 花乃井千草        | 4월 17일  | 효고현 히메지시                             |                                | 모교 안에 있는 사적・코노하나노이의 통칭과 쿠레나이 치즈루(13)의 千과 種이라고 써서 「くさ」로 읽는 회화 |                                  | 여역 | 1939년   | 동생 소라 토코리 (25)                                                           |
| 하나노이 치구사   | 4월 17일  | 효고현 히메지시                             |                                | 모교 안에 있는 사적・코노하나노이의 통칭과 쿠레나이 치즈루(13)의 千과 種이라고 써서 「くさ」로 읽는 회화 |                                  | 여역 | 1939년   | 동생 소라 토코리 (25)                                                           |
| 朝海登代子        |           |                                             |                                | 1933년 (쇼와 8년) 歌御会始의 칙제 「아사우미(朝海)」를 따서 아버지가 고안.                               |                                  |      | 1937년   | 개명 후・아사미 토요코 (朝海登世子)                                             |
| 아사미 토요코     |           |                                             |                                | 1933년 (쇼와 8년) 歌御会始의 칙제 「아사우미(朝海)」를 따서 아버지가 고안.                               |                                  |      | 1937년   | 개명 후・아사미 토요코 (朝海登世子)                                             |
| 淀七瀨            | 1월 10일  | 아이치현 나고야시                           |                                | | 코우랸히게                       |      | 1940년   |                                                                                 |
| 요도 나나세       | 1월 10일  | 아이치현 나고야시                           |                                | | 코우랸히게                       |      | 1940년   |                                                                                 |
| 海原千里          | 6월 30일  | 효고현 고베시                               | 코난고등여학교                 | 화한음영집에서 언니와 선택                                                                               | 돈짱                             | 여역 | 1941년   |                                                                                 |
| 우나바라 치사토   | 6월 30일  | 효고현 고베시                               | 코난고등여학교                 | 화한음영집에서 언니와 선택                                                                               | 돈짱                             | 여역 | 1941년   |                                                                                 |
| 時雨明代          |           |                                             |                                | |                                  |      | 1934년   |                                                                                 |
| 시구레 아키요     |           |                                             |                                | |                                  |      | 1934년   |                                                                                 |
| 山葉まさ江        | 7월 14일  | 효고현 다카라즈카시                         |                                | | 야-못짱                          |      | 1940년   |                                                                                 |
| 야마하 마사에     | 7월 14일  | 효고현 다카라즈카시                         |                                | | 야-못짱                          |      | 1940년   |                                                                                 |
| 高城淑子          | 2월 14일  | 효고현 고베시                               |                                | |                                  |      | 1939년   |                                                                                 |
| 타카시로 요시코   | 2월 14일  | 효고현 고베시                               |                                | |                                  |      | 1939년   |                                                                                 |
| 花若かつみ        |           |                                             |                                | |                                  |      | 1935년   |                                                                                 |
| 하나와카 카츠미   |           |                                             |                                | |                                  |      | 1935년   |                                                                                 |
| 花水歌路          |           |                                             |                                | |                                  |      | 1935년   |                                                                                 |
| 하나미즈 우타지   |           |                                             |                                | |                                  |      | 1935년   |                                                                                 |
| 加賀松乃          | 2월 11일  | 오사카부                                    | 풀가쿠인                       | | 모토메짱, 쇼토쿠타이시(聖徳太子) | 여역 | 1944년   | 배우 加賀元女                                                                   |
| 카가 마츠노       | 2월 11일  | 오사카부                                    | 풀가쿠인                       | | 모토메짱, 쇼토쿠타이시(聖徳太子) | 여역 | 1944년   | 배우 加賀元女                                                                   |
| 松帆富子          |           |                                             |                                | |                                  |      | 1933년   |                                                                                 |
| 마츠호 토미코     |           |                                             |                                | |                                  |      | 1933년   |                                                                                 |
| 若葉繁            |           |                                             |                                | | 카즈라, 단고, 칸짱               |      | 1936년   | 1936년 5월 1일, 재단 중 사망. 언니 사쿠라 히사코 (19) 동생 아카츠키 에이코 (28) |
| 와카바 시게루     |           |                                             |                                | | 카즈라, 단고, 칸짱               |      | 1936년   | 1936년 5월 1일, 재단 중 사망. 언니 사쿠라 히사코 (19) 동생 아카츠키 에이코 (28) |
| 住吉良子          | 3월 7일   | 효고현 고베시                               |                                | | 카메짱                           |      | 1945년   |                                                                                 |
| 스미요시 료코     | 3월 7일   | 효고현 고베시                               |                                | | 카메짱                           |      | 1945년   |                                                                                 |
| 清原伊久子        | 12월 2일  |                                             |                                | |                                  |      | 1939년   |                                                                                 |
| 키요하라 이쿠코   | 12월 2일  |                                             |                                | |                                  |      | 1939년   |                                                                                 |
| 松原三保子        |           |                                             |                                | | 오치비, 반넨치비(萬年ちび)       |      | 1937년   |                                                                                 |
| 마츠바라 미호코   |           |                                             |                                | | 오치비, 반넨치비(萬年ちび)       |      | 1937년   |                                                                                 |
| 松藻さつき        | 9월 20일  |                                             |                                | 스스로 고안                                                                                              |                                  |      | 1936년   |                                                                                 |
| 마츠모 사츠키     | 9월 20일  |                                             |                                | 스스로 고안                                                                                              |                                  |      | 1936년   |                                                                                 |
| 櫻野里子          | 3월 1일   |                                             |                                | | 오세키짱                         |      | 1941년   |                                                                                 |
| 사쿠라노 사토코   | 3월 1일   |                                             |                                | | 오세키짱                         |      | 1941년   |                                                                                 |
| 岩戸照子          |           |                                             |                                | |                                  |      | 1934년   |                                                                                 |
| 이와도 테루코     |           |                                             |                                | |                                  |      | 1934년   |                                                                                 |
| 松島喜美子        | 9월 6일   | 효고현 고베시                               | 고베죠가쿠인                   | 아버지의 출신지와 아버지의 이름을 흠모하는 이름의 조합                                                   | 코이케짱                         | 여역 | 1940년   |                                                                                 |
| 마츠시마 키미코   | 9월 6일   | 효고현 고베시                               | 고베죠가쿠인                   | 아버지의 출신지와 아버지의 이름을 흠모하는 이름의 조합                                                   | 코이케짱                         | 여역 | 1940년   |                                                                                 |
| 若竹操            | 3월 28일  | 후쿠오카현                                  | 후쿠오카고등여학교             | | 테루짱, 히라-, 코테이상, 오히라  | 여역 | 1942년   |                                                                                 |
| 와카타케 미사오   | 3월 28일  | 후쿠오카현                                  | 후쿠오카고등여학교             | | 테루짱, 히라-, 코테이상, 오히라  | 여역 | 1942년   |                                                                                 |
| 牧藤尾            | 3월 30일  | 효고현 고베시                               | 효고현립제2고베고등여학교      | | 카츠상, 오스마시상               | 남역 | 1941년   | 개명 후・마키 치토세 (牧ちとせ)                                                 |
| 마키 후지오       | 3월 30일  | 효고현 고베시                               | 효고현립제2고베고등여학교      | | 카츠상, 오스마시상               | 남역 | 1941년   | 개명 후・마키 치토세 (牧ちとせ)                                                 |
| 明海陽子          | 2월 6일   | 홋카이도 히다카군 신히다카쵸                | 호쿠세이고등여학교             | 1933년 (쇼와 8년) 歌御会始의 칙제 「아사우미(朝海)」를 따서 스스로 고안.                                 | 이나짱, 시게짱, 백웅(白熊)       | 남역 | 1939년   |                                                                                 |
| 아케미 요우코     | 2월 6일   | 홋카이도 히다카군 신히다카쵸                | 호쿠세이고등여학교             | 1933년 (쇼와 8년) 歌御会始의 칙제 「아사우미(朝海)」를 따서 스스로 고안.                                 | 이나짱, 시게짱, 백웅(白熊)       | 남역 | 1939년   |                                                                                 |
| 相良昌代          | 8월 18일  | 도쿄도                                      |                                | | 오세이짱                         | 남역 | 1941년   |                                                                                 |
| 사가라 마사요     | 8월 18일  | 도쿄도                                      |                                | | 오세이짱                         | 남역 | 1941년   |                                                                                 |
| 名村志都子        |           |                                             |                                | | 친쿠샤                           |      | 1934년   |                                                                                 |
| 나무라 시즈코     |           |                                             |                                | | 친쿠샤                           |      | 1934년   |                                                                                 |
| 渚千鳥            |           |                                             |                                | |                                  |      | 1934년   |                                                                                 |
| 나기사 치도리     |           |                                             |                                | |                                  |      | 1934년   |                                                                                 |
| 大殿みやび        | 6월 21일  | 오사카부 사카이시                           | 사카이고등여학교               | 겐지모노가타리                                                                                           | 우케짱, 詩話薔薇                 | 남역 | 1938년   |                                                                                 |
| 오오토노 미야비   | 6월 21일  | 오사카부 사카이시                           | 사카이고등여학교               | 겐지모노가타리                                                                                           | 우케짱, 詩話薔薇                 | 남역 | 1938년   |                                                                                 |
| 芝惠美子          | 10월 25일 | 시마네현 오키군                             |                                | 노래를 잘 부르도록 상급생 타치바나 카오루(15)의 애칭                                                     | 나베짱, 와레나베, 나베코         | 여역 | 1941년   | 개명 후・시바 에츠코 (芝惠津子)                                                 |
| 시바 에미코       | 10월 25일 | 시마네현 오키군                             |                                | 노래를 잘 부르도록 상급생 타치바나 카오루(15)의 애칭                                                     | 나베짱, 와레나베, 나베코         | 여역 | 1941년   | 개명 후・시바 에츠코 (芝惠津子)                                                 |
| 月岡康子          |           | 대만                                        |                                | | 얏짱, 臺灣坊主                   |      | 1936년   |                                                                                 |
| 츠키오카 야스코   |           | 대만                                        |                                | | 얏짱, 臺灣坊主                   |      | 1936년   |                                                                                 |
| 六原いづみ        | 1월 2일   | 오카야마현                                  |                                | 출신학교 이름과 히키다 이치로가 명명한 이름의 조합                                                       |                                  |      | 1940년   |                                                                                 |
| 로쿠하라 이즈미   | 1월 2일   | 오카야마현                                  |                                | 출신학교 이름과 히키다 이치로가 명명한 이름의 조합                                                       |                                  |      | 1940년   |                                                                                 |
| 眞山伊那子        |           |                                             |                                | |                                  |      | 1934년   |                                                                                 |
| 마야마 이나코     |           |                                             |                                | |                                  |      | 1934년   |                                                                                 |
| 花影絹子          | 10월 4일  |                                             | 오사카시립사쿠라미야고등여학교 | 토다 자작가의 사람이 명명                                                                                | 카이짱                           | 남역 | 1943년   | 개명 후・하나부사 미노루 (英みのる)                                             |
| 하나카게 키누코   | 10월 4일  |                                             | 오사카시립사쿠라미야고등여학교 | 토다 자작가의 사람이 명명                                                                                | 카이짱                           | 남역 | 1943년   | 개명 후・하나부사 미노루 (英みのる)                                             |
| 美吉佐久子        | 8월 31일  | 효고현 고베시                               | 고베시효고진죠소학교           | 고금집                                                                                                   | 우마짱, 하루우마상               | 남역 | 1979년   | 개명 후・미요시 사쿠코 (美吉左久子) 다카라즈카 가극단 연기강사                  |
| 미요시 사쿠코     | 8월 31일  | 효고현 고베시                               | 고베시효고진죠소학교           | 고금집                                                                                                   | 우마짱, 하루우마상               | 남역 | 1979년   | 개명 후・미요시 사쿠코 (美吉左久子) 다카라즈카 가극단 연기강사                  |
| 歌垣つくば        |           |                                             |                                | | 킨교상                           |      | 1934년   |                                                                                 |
| 우타가키 츠쿠바   |           |                                             |                                | | 킨교상                           |      | 1934년   |                                                                                 |
| 大庭梅香          | 12월 12일 | 오사카부                                    |                                | |                                  |      | 1941년   |                                                                                 |
| 오오바 우메카     | 12월 12일 | 오사카부                                    |                                | |                                  |      | 1941년   |                                                                                 |
| 春江ふかみ        | 1월 30일  | 효고현                                      |                                | | 오바아짱                         | 여역 | 1946년   | 배우                                                                            |
| 하루에 후카미     | 1월 30일  | 효고현                                      |                                | | 오바아짱                         | 여역 | 1946년   | 배우                                                                            |
| 山部志賀子        | 10월 19일 |                                             |                                | | 구리코                           | 여역 | 1947년   |                                                                                 |
| 야마베 시카코     | 10월 19일 |                                             |                                | | 구리코                           | 여역 | 1947년   |                                                                                 |